# Tara Lynn Orr
Tara Lynn Orr, auch Tara Brenninkmeyer oder Tara Orr, (* 1975/1976) ist eine US-amerikanische Schauspielerin, Drehbuchautorin und Regisseurin.
Sie ist mit Philippe Brenninkmeyer verheiratet, den sie in London kennenlernte. Sie leben in Los Angeles. Gemeinsam gründeten sie die Produktionsfirma Avenue Road Films. Sie haben zwei Kinder (2008 und 2010).

## Filmographie (Auswahl)
- 1996: The City
- 1999: Jane
- 2001: Good Advice
- 2007: Liebe lieber ungewöhnlich – Eine Beziehung mit Hindernissen
- 2009: Slammin’ Salmon – Butter bei die Fische!
- 2014: Bis Gleich (Drehbuch, Produktion)
- 2008–2015: Those Damn Canadians
- 2015: He Said (Regie)
- 2016: Powerhouse
- 2020: Broken (Regie, Drehbuch)